# Epiphragma (Epiphragma) genuale
Epiphragma (Epiphragma) genuale is een tweevleugelige uit de familie steltmuggen (Limoniidae). De soort komt voor in het Neotropisch gebied.